# Oblastní rada Chof ha-Karmel
Oblastní rada Chof ha-Karmel (hebrejsky מועצה אזורית חוף הכרמל, Mo'aca azorit Chof ha-Karmel, doslova Oblastní rada pobřeží Karmelu, anglicky Hof HaCarmel Regional Council) je oblastní rada v Haifském distriktu v Izraeli.
Členské obce se nacházejí jižně od Haify, na zalesněných západních svazích pohoří Karmel a v přilehlém úseku hustě osídlené a zemědělsky intenzivně obdělávané pobřežní planiny. Na jihu se území oblastní rady táhne až k městu Džisr az-Zarka, na severu k městu Tirat Karmel, tedy až k okraji Haify.
Území oblastní rady je na dopravní síť napojeno zejména dvěma dálničními severojižními tahy. Jde o dálnici číslo 4 (původní cesta) a dálnici číslo 2, jež vyrostla později blíže k pobřeží jako nová tepna.

## Dějiny

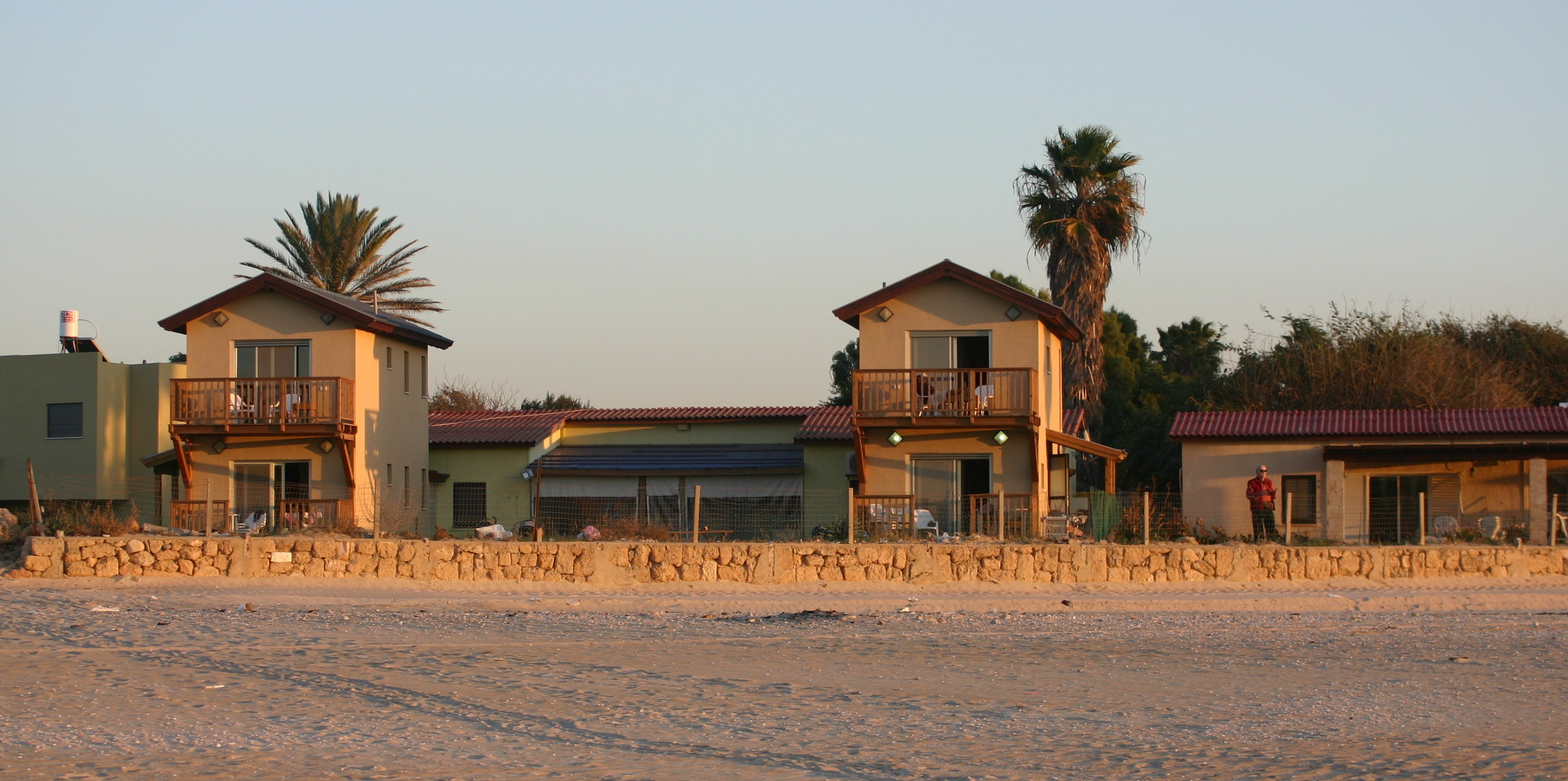
Kibuc Nachšolim

Novověké židovské osidlování tohoto regionu začalo již v době mandátní Palestiny, ale sídelní síť byla dotvořena až po válce za nezávislost a vzniku státu Izrael v roce 1948. Tehdy také byly vysídleny všechny zdejší arabské vesnice. Samotná Oblastní rada Chof ha-Karmel vznikla 2. července 1951. V srpnu 1951 byl přijat její znak.
Sídlo úřadů oblastní rady leží ve vesnici Ejn Karmel. Starostou rady je כרמל סלע - Karmel Sela. Oblastní rada má velké pravomoci zejména v provozování škol, územním plánování a stavebním řízení nebo v ekologických otázkách.

## Seznam sídel
Oblastní rada Chof ha-Karmel sdružuje osm kibuců, jedenáct mošavů, tři společné osady (jišuv kehilati), jednu arabskou vesnici a tři další sídla.
| kibucy - Bejt Oren - Ejn Karmel - ha-Chotrim - Ma'agan Micha'el - Ma'ajan Cvi - Nachšolim - Neve Jam - Sdot Jam | mošavy - Bat Šlomo - Bejt Chananija - Crufa - Dor - Ejn Ajala - Geva Karmel - ha-Bonim - Kerem Maharal - Megadim - Nir Ecion - Ofer | společné osady - Atlit - Caesarea - Ejn Hod | arabská vesnice - Ejn Chaud | ostatní sídla - Kfar Galim - Kfar Cvi Sitrin - Me'ir Šfeja |

## Demografie
K 31. prosinci 2014 žilo v Oblastní radě Chof ha-Karmel 28 500 obyvatel. Z celkové populace bylo 27 200 Židů. Včetně statistické kategorie "ostatní" tedy nearabští obyvatelé židovského původu, ale bez formální příslušnosti k židovskému náboženství jich bylo 28 000. Ostatní jsou většinou izraelští Arabové.
| Rok            | 1961  | 1972  | 1983  | 1995   | 2006   | 2008   | 2009   | 2010   | 2011   | 2012   | 2013   | 2014   |
| -------------- | ----- | ----- | ----- | ------ | ------ | ------ | ------ | ------ | ------ | ------ | ------ | ------ |
| Počet obyvatel | 6 800 | 7 100 | 8 500 | 12 200 | 22 800 | 23 400 | 24 500 | 25 300 | 26 400 | 27 000 | 27 800 | 28 500 |